# Alcis simulata
Alcis simulata är en fjärilsart som beskrevs av Vorbrodt 1917. Alcis simulata ingår i släktet Alcis och familjen mätare. Inga underarter finns listade i Catalogue of Life.